# Polythrinciella bombacifolia
Polythrinciella bombacifolia är en svampart som beskrevs av Bat. & H. Maia 1960. Polythrinciella bombacifolia ingår i släktet Polythrinciella, divisionen sporsäcksvampar och riket svampar.   Inga underarter finns listade i Catalogue of Life.